# Костава, Мераб Иванович
Мераб Иванович Костава (груз. მერაბ ივანეს ძე კოსტავა; 26 мая 1939 года, Тбилиси — 13 октября 1989 года, у села Борити, Харагаульский район) — национальный герой Грузии, диссидент, музыкант и поэт. Один из лидеров движения за отделение Грузии от СССР в конце 1980-х гг.

## Биография
Мераб Костава родился в 1939 году в Тбилиси в семье Иванa Христофоровича Коставы и Ольги Владимировны Демурия. В 1946 году начал учиться в 1-й городской средней школе, где его одноклассниками были Звиад Гамсахурдия, Гурам Дочанашвили и Гела Чарквиани. У Мераба обнаружились хорошие музыкальные данные и его перевели в музыкальное училище имени З. П. Палиашвили.
В 1954 году Костава и Звиад Гамсахурдия основали подпольную молодёжную организацию «Горгаслиани». В 1956—1958 годах члены организации, включая Коставу и Гамсахурдия, были арестованы КГБ за антисоветскую деятельность. Среди обвинений были: распространение антикоммунистической литературы и прокламаций. 14 декабря 1956 года против Костава было возбуждено уголовное дело № 4612 по статьям 58-10, ч. 1 и 58-11 УК ГССР.
В 1958 году Костава окончил школу и поступил в Тбилисскую консерваторию, которую окончил в 1962 году. В 1962—1977 годах — преподаватель музыки во 2-м музыкальном училище и в музыкальной школе № 58 в Тбилиси. С 1967 года являлся редактором журнала «Грузинский язык и литература в школе».
Был активным участником «самиздата», одним из издателей подпольной газеты «Окрос сацмиси» («Золотое руно»). Автор ряда научных работ и литературных произведений. Поддерживал контакты с Андреем Сахаровым.
В 1973 году Костава и Гамсахурдия основали инициативную группу по защите прав человека. В 1976 году Костава — один из основателей Грузинской Хельсинкской группы (в 1989 году переименована в Грузинский Хельсинкский Союз). С 1975 года — член Amnesty International.

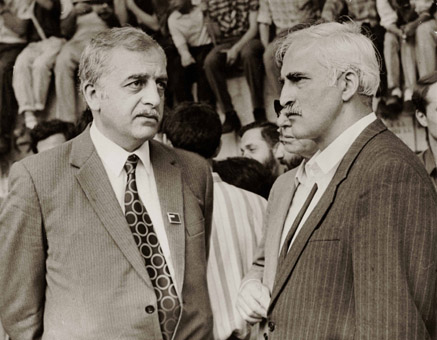
Лидеры грузинского национального движения: Звиад Гамсахурдия и Мераб Костава. Тбилиси, 1988 год

7 апреля 1977 года Костава и Гамсахурдия были арестованы по обвинению в «антисоветской агитации и пропаганде» (ст. 71 ч. 1 УК Грузинской ССР). Гамсахурдия после официального покаяния был помилован, а Костава осуждён 19 мая 1978 года к 3 годам лишения свободы и 2 годам ссылки. Отбывал заключение в колониях строгого режима «Пермь-35» и «Пермь-37», позднее — в Сибири. Срок дважды продлевался за активное участие в забастовках и голодовках, написание протестных писем и обращений, М. И. Костава водворялся в ШИЗО и ПКТ.
4 марта 1980 года этапирован в ссылку в Томскую область. В ноябре 1981 года М. И. Костава вновь арестован, 15 декабря Тайшетский суд приговорил его за «злостное хулиганство» на 5 лет лишения свободы. В 1985 году осужден Ангарским райсудом по ст. 188 ч.2 УК РСФСР («побег из ссылки») на 3 года с присоединением неотбытого срока (всего 3 года 6 месяцев исправительно-трудовой колонии и 3 месяца ссылки). Освобождён по помилованию 30 апреля 1987 года.
После освобождения вновь работал в журнале «Балавери» («Грузинский язык и литература в школе»). В 1988 году Костава — один из основателей Общества Святого Илии Праведника (Ильи Чавчавадзе). Был апологетом идеи нового понимания Евангелия, предполагал осуществить свой перевод Нового завета на грузинский язык. Был организатором многих выступлений, в том числе демонстрации 9 апреля 1989 года в Тбилиси, закончившейся жёстким разгоном демонстрации советскими войсками.

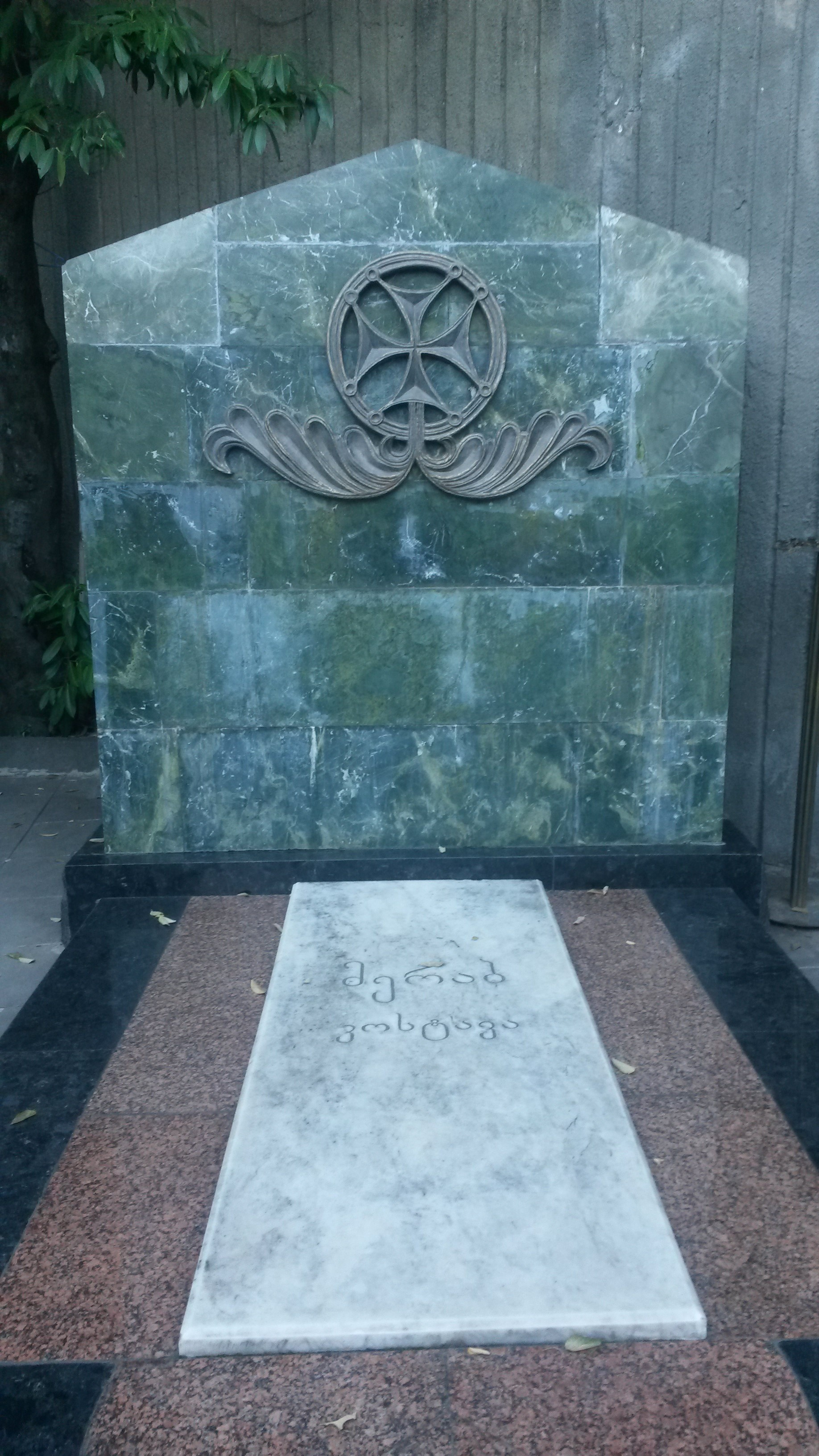
Могила М. Коставы

Погиб в автокатастрофе при неясных обстоятельствах у села Борити (ныне Харагаульский муниципалитет).
Похоронен в Пантеоне общественных деятелей на горе Мтацминда, на месте его гибели установлен мемориал.
В 2013 году посмертно награждён орденом Национального героя.
Именем Мераба Коставы названа улицы в Тбилиси и в Мцхете (обе — бывшие улицы Ленина), в Батуми, в Амбролаури, в Зугдиди, в Джвари, а также в деревне Шиндиси.